# Angoville-sur-Ay
Angoville-sur-Ay è un comune francese di 266 abitanti situato nel dipartimento della Manica nella regione della Normandia.

## Società

### Evoluzione demografica
Abitanti censiti